# In situ
In situ (чете се „ин ситу“) е латинска фраза, която се превежда буквално „на място“ или „в позиция“ Това може да означава „локално“, „в помещението“ и подобни, за да опише къде се случва събитието и се използва в много различни контекста. Например, в области като физика, геология, химия или биология, in situ може да опише начина, по който се извършва измерването, т.е. на същото място явлението се случва, без да го изолира от други системи или да промени първоначалните условия на тестът. В медицината може да опише процес, който не е мигрирал извън мястото на зараждането си и е ограничен в първоначалното си местоположение. В археологията може да изрази консервиране на открита находка на нейното първоначално място.
Обратното на in situ е ex situ.